# مزعم (جحانة)

تعديل مصدري - تعديل

مزعم هي إحدى قرى عزلة اليمانية السفلى بمديرية جحانة التابعة لمحافظة صنعاء، بلغ تعداد سكانها 545 نسمة حسب تعداد اليمن لعام 2004.